# Dietfurt an der Altmühl
Dietfurt an der Altmühl (ufficialmente Dietfurt a. d. Altmühl) è una città tedesca situata nel Land della Baviera.
Il suo territorio è bagnato dal fiume Altmühl.